# Paracilicaea flexilis
Paracilicaea flexilis är en kräftdjursart som beskrevs av Baker 1928. Paracilicaea flexilis ingår i släktet Paracilicaea och familjen klotkräftor. Inga underarter finns listade i Catalogue of Life.